# 拖冲乡
拖冲乡，是中华人民共和国湖南省怀化市麻阳苗族自治县下辖的一个乡镇级行政单位。

## 行政区划
拖冲乡下辖以下地区：
拖冲村、长坪村、黄坳村、保家岭村、桥冲村、柿子坪村、兰山村、保洞溪村、大王村、大禾塘村、大酉村和旋涡村。